# دانشگاه گالودت
دانشگاه گالاودت (به انگلیسی: Gallaudet University) کهن‌ترین موسسه آموزش عالی جهان مخصوص ناشنوایان است.
این دانشگاه واقع در شهر واشنگتن دی سی در آمریکاست، و در نزدیکی کنگره آمریکا قرار گرفته‌است.
این موسسه در سطوح پیشرفته کارشناسی ارشد به بالا نیز برای ناشنوایان برنامه‌های مخصوص درسی دارد.